# Brachycerus accola
Brachycerus accola es una especie de escarabajo de la familia Brachyceridae, género Brachycerus. Fue descrito por primera vez en 1898 por Hermann Julius Kolbe.